# Siebel Juweliers

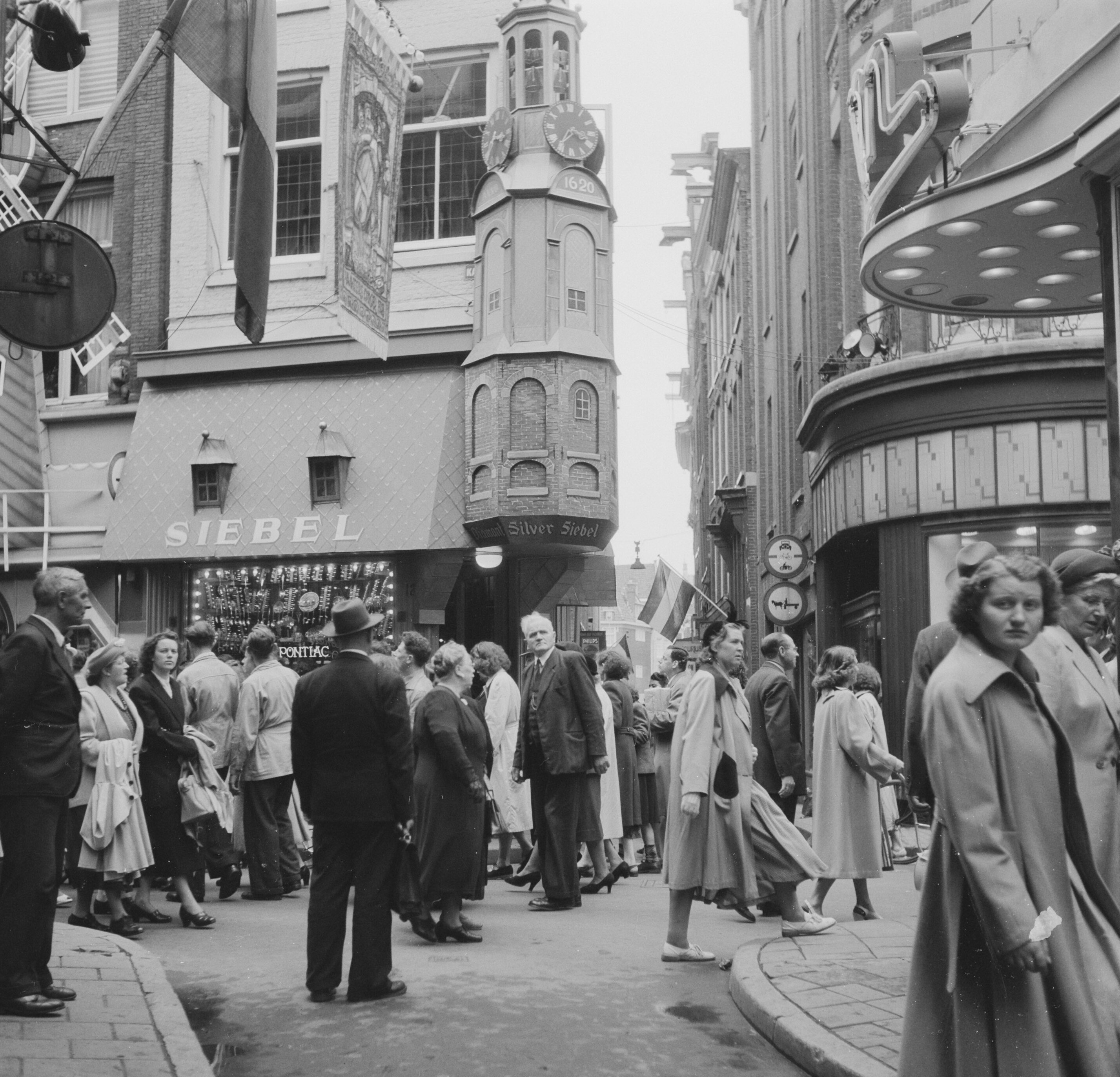
Siebel filiaal aan de Kalverstraat in Amsterdam, 1950

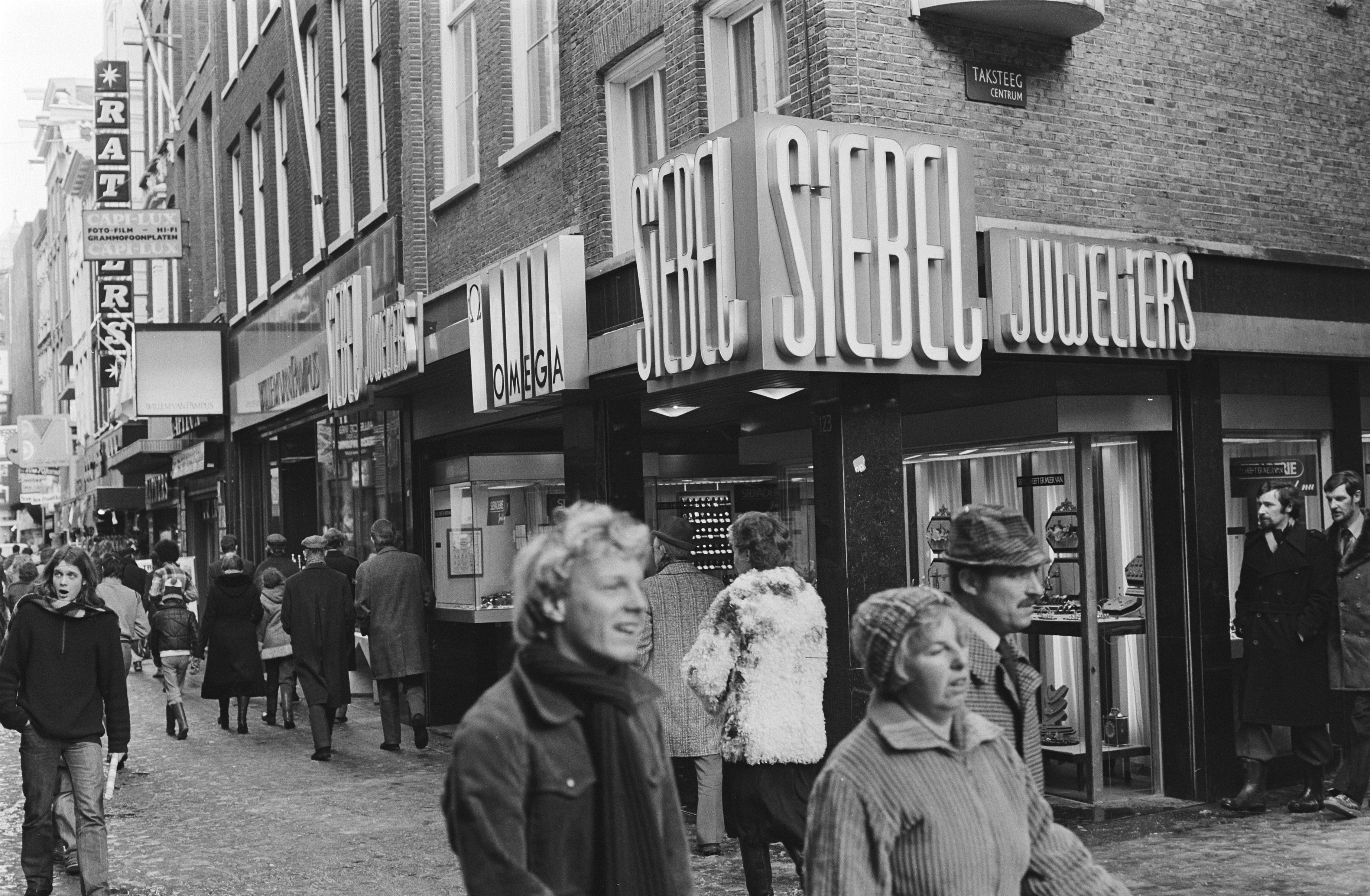
Kalverstraatfiliaal in 1979

Siebel Juweliers is een Nederlandse juweliersketen.

## Geschiedenis
Arij Siebel opende op 30 maart 1912 aan de Weste Wagenstraat in Rotterdam zijn eerste winkel. Binnen twee jaar had Siebel drie vestigingen in Rotterdam. Na de Tweede Wereldoorlog heropende Siebel in juni 1945 en het bedrijf groeide in de 1950 uit tot een bekende juwelier in de Randstad. Na enkele overnames groeide Siebel uit tot grootste keten in het middel- tot hooggeprijsde segment. Begin jaren 1980 werd het bedrijf verkocht aan Vendex en samen met Lucardi, Royal Gold en Schaap & Citroen ondergebracht in de IMAS Groep (InkoopMaatschappij Arij Siebel). In 2002 kwam deze groep samen met andere Vendex werkmaatschappijen via een managementbuy-out gesteund door investeerder CVC Capital bij Retail Network. De keten bleef zelfstandig werken en groeide tot 42 winkels verspreid over Nederland. Medio 2008 nam het management samen met NoorderHuys Participaties het bedrijf over van Retail Network. In 2012 werd het honderdjarig bestaan gevierd en in 2013 kreeg de keten het predicaat Koninklijk, naam werd 'Koninklijke Siebel Juweliers'. 
In 2013 fuseerde Siebel met juweliersgroothandel Aurum, een onderdeel van JPC Groep. Op 17 januari 2014 werden alle 36 filialen en de webshop gesloten. De reden was dat de Rabobank, die het pandrecht op de voorraad bezat, haar risico's wilde beperken. Vanwege tegenvallende bedrijfsresultaten werd op 21 januari 2014 het faillissement over Siebel uitgesproken.  Hiermee verviel het predicaat Koninklijk. Bij Siebel werkten ten tijde van het faillissement 170 mensen. Aurum werd op 28 januari failliet verklaard.
Op 11 februari 2014 gingen twaalf Siebel winkels weer open. Ongeveer twee weken later werd volgens mediaberichten de failliete boedel als geheel verkocht aan het Russische bedrijf Moscow Jewelry Factory, een juweliersketen met meer dan 280 winkels verspreid over Rusland. Siebel heropende vervolgens al zijn winkels en kondigde uitbreiding aan. Het bedrijf distantieerde zich in 2022 van de Russische Oekraïneoorlog en benadrukte geen onderdeel te zijn van een Russisch zakenimperium; eigenaar was de in de voormalige Sovjet-Unie geboren zakenman Lev Leviev, die zakelijke belangen had in Rusland, maar zelf Israëlisch staatsburger was.
Siebel Juweliers telt anno 2024 in totaal 49 winkels en een webshop.